# Borstbeeld van Sonny Ma Ajong
Het borstbeeld van Sonny Ma Ajong is een beeld aan de Cornelis Jongbawstraat in Paramaribo. Het werd op 17 november 2017 onthuld.
Sonny Ma Ajong was een van de negen oprichters en langdurig directeur van Suriname Alcohol Beverages.  Het beeld werd 51 jaar na de oprichting van SAB onthuld door zijn zoon Steven Ma Ajong en mevrouw Ma Ajong, in aanwezigheid van de kunstenaar en maker Erwin de Vries.
Op de plaquette op de sokkel van het beeld staat de volgende tekst:
| Sonny Ronald Ma Ajong * 28.10.1936 † 25.02.2013 Grondlegger en eerste directeur Surinaams Alcohol Bedrijf <SAB> 17.11.1966 - 31.12.1998 Drijvende kracht achter de Surinaamse alcohol- en rumindustrie Kunstenaar Erwin de Vries |

Op het terrein staat op een paal ook nog een lichtreclame met de tekst Black Cat Rum, gemaakt door de kunstenaar Jules Brand-Flu. Deze werd op 15 november 1996 onthuld ter herinnering aan het dertigjarige bestaan van SAB. Black Cat is een van de internationaal prijswinnende rums van het bedrijf.